# Helgafellssveit
Helgafellssveit (kiejtése: ˈhɛlkaˌfɛlsˌsveiːt) önkormányzat Izland Nyugati régiójában.